# 礒野弥生
礒野 弥生（いその やよい、本名＝横山、1947年3月15日 - ）は、日本の法学者。東京経済大学名誉教授。専門分野は行政法、環境法等。東京都出身。

## 略歴

### 学歴
- 1969年　東京都立大学法学部卒業
- 東京都立大学大学院社会科学研究科修士課程修了
- 1976年　東京都立大学大学院社会科学研究科博士課程単位取得

### 職歴
- 1976年 東京経済大学経済学部専任講師
- 1980年 東京経済大学経済学部助教授　入試委員長等歴任
- 1992年 東京経済大学経済学部教授
- 2000年 東京経済大学現代法学部教授
- 2014年 東京経済大学現代法学部学部長
- 2018年 東京経済大学名誉教授

#### 学外における役職
- 川崎まちづくり研究室　代表
- 練馬区防犯カメラ設置指針検討委員会　委員
- 三鷹市新ごみ処理施設整備基本計画検討委員会　副委員長
- 埼玉県情報公開審査会　委員
- 法政大学大学院法務研究科兼任教員

## 著書

### 単著
- 『最新行政法入門』（学陽書房、2005年）

### 共編著
- （兼子仁）『地方自治法』（学陽書房、1989年）
- （除本理史）『地域と環境政策-環境再生と「持続可能な社会」をめざして』（勁草書房、2006年）
- （甲斐素直・角松生史・古城誠・徳本広孝・人見剛）『現代行政訴訟の到達点と展望：宮埼良夫先生古稀記念論文集』（日本評論社、2014年）